# Plonsters
Plonsters è una serie animata tedesca prodotta da Anima Studio per Film & Grafik GmbH e Bettina Matthaei per Egmont Imagination e realizzata in claymation. Il nome deriva dalla combinazione dei termini plasticine (ovvero "plastilina") e monsters ("mostri"), vale a dire "mostri di plastilina". Questo cartone animato, composto da un totale di 94 episodi dalla durata di 3 minuti e 30 secondi l'uno, è stato trasmesso in Italia a partire dal 1999 su Rai 3 all'interno del contenitore Melevisione e in seguito nel corso di Melevisione e le sue storie e di Treddi - La TV dei ragazzi.

## Trama
La caratteristica distintiva dei Plonsters è la possibilità di trasformarsi in qualsiasi creatura e oggetto, cosa che permette ai tre di ingannarsi a vicenda spacciandosi per ciò che non sono. In ogni episodio Plif e Plops fanno i prepotenti con Plummy escludendolo dai loro giochi e rovinando tutto ciò che fa. Ogni volta Plummy si ribella dei suoi antagonisti con astuzia e, nel momento in cui riesce a dare loro una lezione, li perdona e li coinvolge nuovamente nelle sue attività, così, ogni episodio termina con i tre intenti a mangiare e giocare insieme pacificamente.

## Personaggi
I protagonisti sono tre piccoli mostri di argilla denominati Plonsters che parlano un linguaggio incomprensibile: 
- Plif è il plonster verde, dispettoso, sempre intento a inscenare scherzi,
- Plops è il plonster blu, dal carattere decisamente scontroso, compagno di burle di Plif,
- Plummy è il plonster arancione, allegro, curioso e bonario.

## Episodi
| Stagione         | Episodi | Prima TV originale | Prima TV Italia |
| ---------------- | ------- | ------------------ | --------------- |
| Prima stagione   | 43      | 1987-1993          | 1999 (parziale) |
| Seconda stagione | 51      | 1993-1997          | 1999            |

## Crediti
- Creatori: Bettina Matthaei, Alexander Zapletal
- Designer: Bettina Matthaei
- Animatori: Isolde Bayer, Axel Nicolai
- Autori dei modelli: Katja Calvasova, Eva Galova, Beate Bojanowska, Anke Greß, Sandra Schießl, Lene Markusen
- Doppiatore: Ralph Thiekötter
- Musiche: Petar Vanek
- Registrazione sonora: Christoph Welsche, Adam Memens, Jiři Jahl
- Coordinatori della produzione: Torben Köster, Astrid Olthoff, Kerstin Sprenger
- Redattore: Marco Rönnau
- Produttori esecutivi: Ulla Brockenhuus-Schack, Christian Lehmann
- Regia e sceneggiatura : Alexander Zapletal